# 제라닐 피로인산
제라닐 피로인산(영어: geranyl pyrophosphate, GPP) 또는 제라닐 이인산(영어: geranyl diphosphate, GDP)은 파르네실 피로인산, 제라닐제라닐 피로인산의 생합성을 위해 생물이 사용하는 메발론산 경로의 대사 중간생성물이다. 파르네실 피로인산은 세스퀴테르펜의 전구물질이며, 제라닐제라닐 피로인산은 다이테르펜의 전구물질이다.
|  |

## 관련 화합물
- 제라니올
- 파르네실 피로인산
- 제라닐제라닐 피로인산

## 같이 보기
- 메발론산 경로
- 다이메틸알릴트랜스트랜스퍼레이스

## 더 읽을거리
- Kulkarni RS, Pandit SS, Chidley HG, Nagel R, Schmidt A, Gershenzon J, Pujari KH, Giri AP and Gupta VS, 2013, Characterization of three novel isoprenyl diphosphate synthases from the terpenoid rich mango fruit. Plant Physiology and Biochemistry, 71, 121–131.